# Festività in Italia
Le festività in Italia sono dodici oltre a ogni domenica.
Le feste religiose di precetto sono sei cui se ne aggiungono due di prolungamento, mentre quelle civili nazionali sono tre cui se ne aggiunge una comunale.

## Giorni festivi
In Alto Adige il lunedì di Pentecoste è considerato giorno festivo in luogo del giorno del Santo patrono.
Il 17 marzo è stato proclamato festa nazionale nel 1911, 50º anniversario dell'Unità d'Italia, nel 1961, 100º anniversario dell'Unità d'Italia, e nel 2011, 150º anniversario dell'Unità d'Italia.
Con la legge 23 novembre 2012, n. 222 è stata istituita la "Giornata dell'Unità nazionale, della Costituzione, dell'inno e della bandiera" da celebrarsi il 17 marzo di ogni anno, nel giorno della proclamazione nel 1861 dell'Unità d'Italia, tuttavia non è da considerare giornata festiva.

### Storia
Il regio decreto 5342 del 17 ottobre 1869 estese la normativa sulle festività del Piemonte del 1853 a tutta Italia, abrogando dal 1870 quelle dei vecchi stati regionali preunitari. Le festività erano dieci, cui si aggiungeva ogni domenica:
- Epifania (6 gennaio);
- Ascensione (il giovedì della sesta settimana dopo la Pasqua);
- Corpus Domini (il giovedì della nona settimana dopo la Pasqua);
- Santi Pietro e Paolo (29 giugno);
- Assunzione di Maria o Ferragosto (15 agosto);
- Natività di Maria (8 settembre);
- Tutti i Santi (1º novembre);
- Immacolata Concezione (8 dicembre);
- Natale (25 dicembre);
- la Festa del santo patrono, decisa da ciascun comune.

La vistosa assenza del Capodanno, non celebrato in Piemonte, causò proteste nelle regioni che se lo ritrovarono abrogato. L’anomalia fu sanata dal parlamento solo cinque anni dopo, con la legge nº1968 del 23 giugno 1874 che convertì il suddetto decreto.
Tutte le festività erano di natura religiosa. La prima festa nazionale fu istituita dalla legge nº401 del 19 luglio 1895 e fu individuata nell’anniversario della Breccia di Porta Pia (20 settembre), una scelta, tra tutte quelle possibili, che non contribuì a rasserenare i rapporti col Vaticano.
Le pressioni degli imprenditori della crescente industria italiana per ridurre le interruzioni alla produzione lavorativa trovarono sfogo nel regio decreto 1027 del 4 agosto 1913 che lasciò solo sette feste, abolendone ben cinque: 
- il Corpus Domini,
- San Pietro e Paolo,
- la Natività di Maria,
- l’Immacolata Concezione,
- la festa comunale del Santo Patrono.[5]

Il crescente nazionalismo successivo al conflitto mondiale aumentò le feste nazionali. Il regio decreto 1354 del 22 ottobre 1922 introdusse l’Anniversario della vittoria del 4 novembre già sperimentato una tantum nel 1919.
L’ascesa del fascismo incrementò tale tendenza, affrontando al contempo la propensione di molti imprenditori a concedere particolari agevolazioni in occasione del primo maggio per ingraziarsi i sindacati. Mussolini intervenne d’un colpo nel 1923 introducendo la commemorazione della Fondazione di Roma del 21 aprile e dichiarandola festa del lavoro, pur senza alcun legame tra i due fatti. La prioritaria ricerca del consenso attraverso un riavvicinamento al mondo cattolico portò inoltre subito dopo al ristabilimento delle tre feste religiose del Corpus Domini, dei Santi Pietro e Paolo e dell’Immacolata Concezione.
Il duce impose poi l’anniversario della Marcia su Roma del 28 ottobre non appena instaurata la dittatura nel 1926.
Il dittatore andò poi oltre, pescando nel 1928 nella tradizione religiosa: istituendo la festività del 19 marzo, giornata dedicata a San Giuseppe, unì la già citata propaganda cattolica con l'appuntamento della Festa del papà, ritenuto in linea con i principi sostenuti dal regime.
La definitiva riconciliazione col Vaticano successiva al Concordato fu sancita dall'abolizione della prima e unica festa nazionale dell’era liberale, il già citato anniversario di Porta Pia.
L’auto-celebrazione fascista andò avanti dichiarando nel 1939 festivo anche il 9 maggio, anniversario della fondazione dell’impero in Etiopia.
Con lo scoppio della guerra, ferme restando le celebrazioni delle dieci feste religiose garantite dal Concordato, la conferma delle quattro feste politiche fu affidata al duce per non rallentare lo sforzo bellico. Ciò provocò tecnicamente la caduta automatica delle feste fasciste man mano che il paese venne conquistato dagli Alleati, non avendo più efficacia i decreti del dittatore.
La liberazione portò nel 1946 l’abrogazione delle vecchie feste nazionali, ripescando però il 4 novembre e introducendo il 25 aprile, il 1º maggio e il 2 giugno, oltre a una transitoria festa degli Alleati in Europa dell’8 maggio che durò solo fino alla definitiva risistemazione dell’argomento nel 1949.
Le undici feste confermate dal vecchio ordinamento, le nuove feste politiche, le due innovative e particolari feste di prolungamento di Pasquetta e Santo Stefano e la ristabilita Festa del santo patrono portarono il totale record di diciassette giorni di riposo.
Nel 1977, con la legge 5 marzo 1977 numero 54, furono soppressi i seguenti giorni festivi:
- 6 gennaio, Epifania;
- 19 marzo, San Giuseppe;
- 40 giorni dopo Pasqua, Ascensione;
- 60 giorni dopo Pasqua, Corpus Domini;
- 2 giugno, Festa della Repubblica: festa spostata alla domenica successiva;
- 29 giugno, Santi Pietro e Paolo, patroni di Roma (rimane festa a Roma come santo patrono);
- 4 novembre, Giornata dell'Unità Nazionale e delle Forze Armate (anniversario del giorno della vittoria dell'Italia sull'Austria-Ungheria nella prima guerra mondiale): festa spostata alla domenica successiva.

Otto anni dopo la festa dell'Epifania venne ripristinata.
Nel 2001, infine, la Festa della Repubblica è stata ristabilita al 2 giugno.
Le altre feste religiose soppresse, come tutte quelle ancora in essere in Italia, sono ancora festività nella Svizzera italiana.